# Buddyzm w Rosji

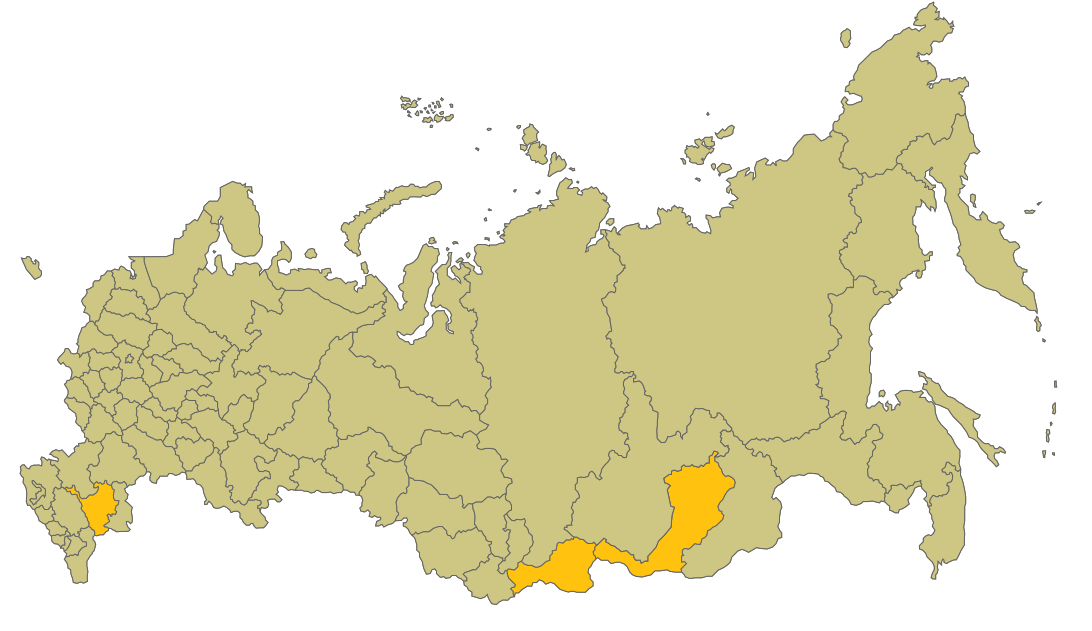
Regiony Rosji, w których buddyści stanowią większość populacji.

Buddyzm w Rosji – buddyści stanowią jedną z najliczniejszych grup wyznaniowych zamieszkujących Rosję. Tradycyjnie buddyzm występuje na terytorium Buriacji, Tuwy, Kałmucji, Republiki Ałtaju i Kraju Zabajkalskiego. Buddyjskie wspólnoty funkcjonują także w Sankt-Petersburgu, Moskwie i innych dużych miastach Rosji. Wśród rosyjskich wyznawców buddyzmu dominuje szkoła Gelug. Władze Federacji Rosyjskiej zaliczają buddyzm do jednej z czterech tradycyjnych rosyjskich religii (obok prawosławia, judaizmu i islamu sunnickiego). Od 2015 w Moskwie trwa budowa kompleksu świątyń buddyjskich Tubden Szedubling.

## Liczebność

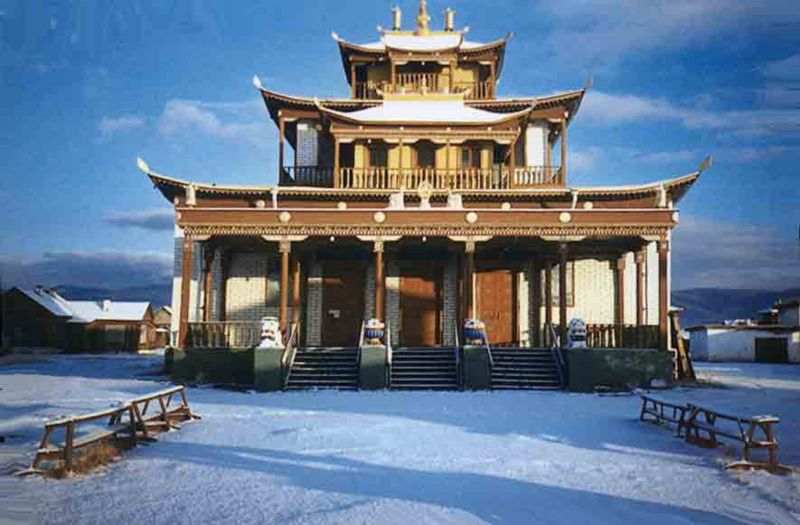
Dacan Iwołgiński

W tradycyjnie buddyjskich regionach Rosji buddyzm wyznaje około 900 tysięcy ludzi. W ostatnich latach buddyjskie społeczności pojawiły się w Moskwie, Sankt-Petersburgu, Samarze i kilku innych dużych rosyjskich miastach. Według badań buddyści stanowią około 1% populacji Rosji. Liczba praktykujących rosyjskich buddystów wynosi około 500 tysięcy. 